# Carlsbad (Californie)
Pour les articles homonymes, voir Carlsbad.
Carlsbad est une municipalité de Californie située dans le comté de San Diego. Accessible depuis l'Interstate 5, c'est une destination touristique populaire et également un centre de l'industrie golfique.
Au recensement de 2003, la ville avait une population de 90 271 habitants. C'est la 81e plus grande ville de Californie en nombre d'habitants. La zone urbaine formée des trois villes de Oceanside, Carlsbad et Escondido au nord du Comté de San Diego recense plus de 500 000 habitants.

## Histoire
Faisant partie à l'origine de la zone tribale des Luiseños et des Kumeyaay, la région dans la Haute-Californie a fait l'objet de l'expédition Portolà réalisée en 1769-1770.

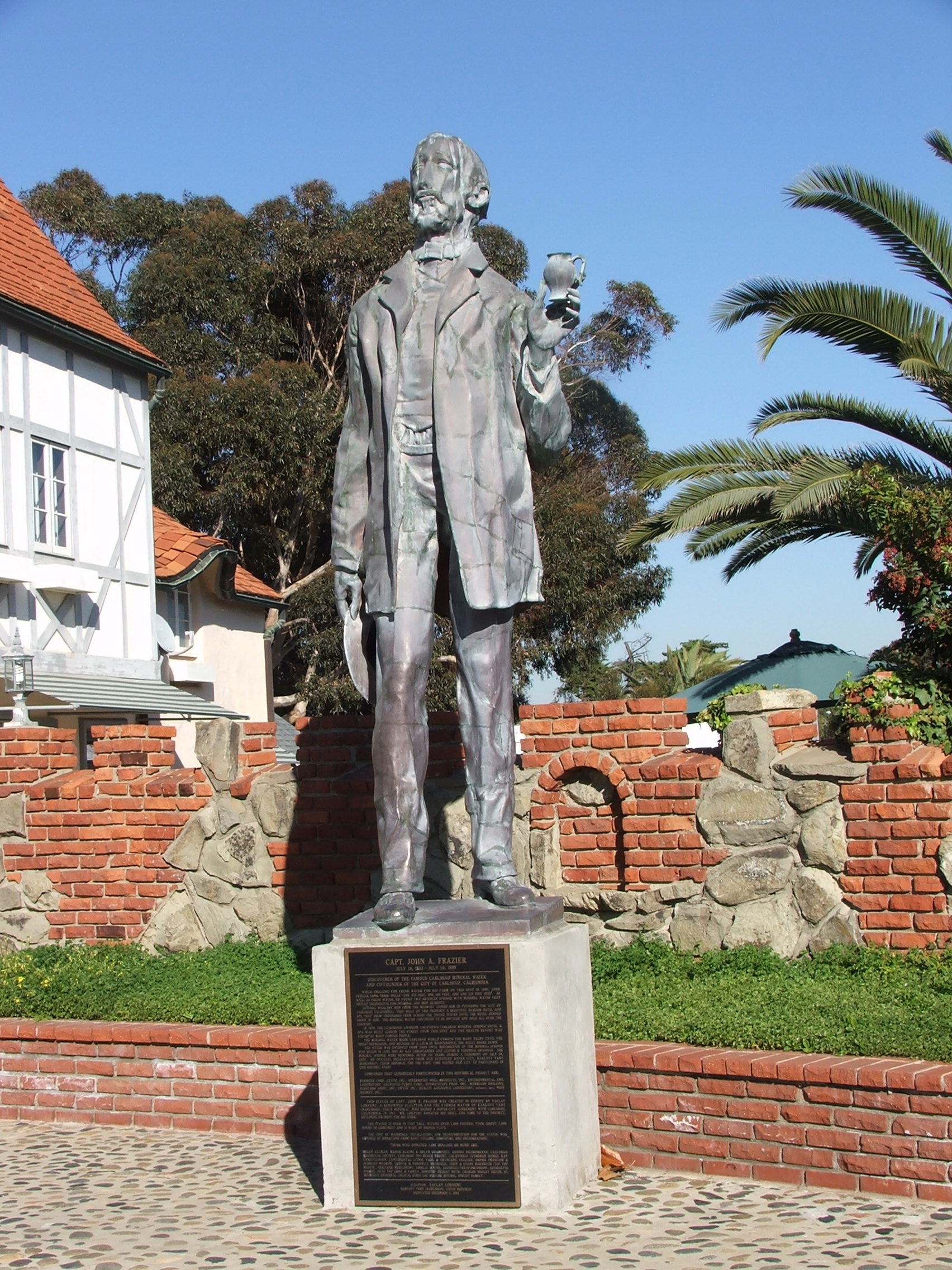
Statue de John Frazier, fondateur de la ville.

L'histoire de la ville actuelle débute dans l'année 1882, lorsque l'ancien marin John A. Frazier (1833-1899) fit creuser un puits artésien et découvre une source minérale. En 1889, le nom de Carlsbad fut initié, par allusion à la célèbre station thermale de Carlsbad en Bohême (aujourd'hui Karlovy Vary en Tchéquie). Jusqu'à la crise économique des années 1930, elle fut une ville thermale très appréciée.
Depuis 1993, on trouve des vieilles sources récupérées et rendues utilisables pour des activités de mise en bouteilles d'eau minérale.

## Tourisme
C'est la ville où est implanté Legoland California, un parc d'attractions de la société Lego, géré par la société Merlin Entertainments.
S'y trouve un musée de la musique américaine, le Museum of Making Music, exposant plus de cinq cents instruments et échantillons audio et vidéo interactifs.

## Sport
À Carlsbad se trouvait le Carlsbad Gap, un « spot » de skateboard renommé, il fut démoli en 2012.
Y a lieu également le Championnat Mercedes-Benz (PGA Tour), un tournoi de golf.
S'y trouvait également le Carlsbad Raceway, un complexe dédié aux sports mécaniques ouvert en novembre 1964 et fermé en 2004.
Les 5 km de Carlsbad se déroulent chaque année.

## Tournois de tennis féminins
Deux tournois de tennis féminins se déroulent à Carlsbad :
- le Tournoi de tennis de Carlsbad est un tournoi de tennis féminin du circuit professionnel WTA, auquel ont participé les joueuses suivantes : Martina Navrátilová, Joanne Russell-Longdon, Chris Evert, Peanut Louie-Harper, Laura duPont, Kerry Reid, Marita Redondo, Regina Maršíková, Tracy Austin, Marcie Louie, Sue Barker, Pam Shriver, Rosie Casals, Kate Latham et Hana Mandlíková,
- le Clairol Crown, auquel ont participé Chris Evert et Tracy Austin

## Économie
- La société iPayOne est basée à Carlsbad. C'est la société ayant acheté pendant un temps les droits d'appellation de l'arène des sports de San Diego.
- Callaway Golf est une société spécialisée dans la fabrication d'équipements de golf.
- La National Association of Music Merchants (NAMM), une association de société productrice de musique a son siège implantée à Carlsbad.
- Carlsbad possède un aéroport, le McClellan-Palomar Airport (code AITA: CLD, code OACI : KCRQ, code FAA LID: CRQ).

## Personnalités liées à la commune
- Marcus Allen, joueur professionnel de football américain
- Adam Brody, acteur, connu pour jouer le rôle de Seth Cohen dans la série Newport Beach
- Leo Carrillo, acteur et propriétaire du Leo Carrillo Ranch à Carlsbad[3]
- Brandon Chillar, joueur professionnel de football américain
- Rob Dyrdek, skateur professionnel, acteur, entrepreneur, et présentateur de télévision
- Tony Hawk, skateboarder professionnel et acteur
- Chany Jeanguenin, skateur professionnel
- Michellie Jones, sportive australienne pratiquant le triathlon
- Rod Laver, joueur de tennis australien
- Emily O'Brien, actrice connue pour le rôle de Jana Hawkes Fisher dans « Les Feux de l'amour »
- Jean Peters, actrice et épouse de Howard Hughes
- Bridget Regan, actrice connue pour le rôle de Kahlan Amnell dans Legend of the Seeker : L'Épée de vérité
- Boris Said, pilote de NASCAR ayant participé à la Sprint Cup Series
- Shaun White, snowboardeur et skateur professionnel
- Kevin Pearce, ancien snowbordeur professionnel
- Francesca Capaldi, actrice connue pour son rôle de Chloé James dans la série américaine dog with a blog
- S. E. Cupp (née en 1979), journaliste américaine

## Démographie
| 1960  | 1970   | 1980   | 1990   | 2000   | 2010    |
| ----- | ------ | ------ | ------ | ------ | ------- |
| 9 253 | 14 944 | 35 490 | 63 126 | 78 247 | 105 328 |

## Jumelages
- Futtsu (Japon)
- Karlovy Vary (Tchéquie)